# España napoleónica
España napoleónica es el término con el que se designa el régimen impuesto por Napoleón Bonaparte, la transformación o crisis de las instituciones españolas  y el territorio español dominado por los franceses en el transcurso de la guerra de la Independencia Española (1808-1813). Durante este período, en la parte del Reino de España e Indias ocupada por los ejércitos franceses se estableció un Estado satélite del primer Imperio francés encabezado por el rey José I, hermano del emperador Napoleón.
El territorio español que los franceses no pudieron someter proclamó a Fernando VII como su legítimo rey y, mediante el tratado Apodaca-Canning, se alió con el Reino Unido y luchó junto con Portugal para expulsar a los ejércitos napoleónicos de toda la península ibérica. Las victorias aliadas en Arapiles y Vitoria significaron la derrota de la monarquía satélite de José I y la expulsión de los soldados de Napoleón. A consecuencia de esta derrota el emperador Napoleón I ofreció la paz y reconoció a Fernando VII como rey de España y de Indias, restituyéndole por el Tratado de Valençay como soberano según las leyes antiguas, ignorando al gobierno de las Cortes de Cádiz, y provocando la retirada de España de la guerra.

## Contexto histórico
Napoleón Bonaparte se autoproclamó cónsul de la Primera República Francesa el 18 de febrero de 1799, y en 1804 fue coronado emperador. España controlaba el acceso al Mar Mediterráneo y poseía un vasto Imperio Colonial en América, por lo que era un punto crucial en el mapa europeo que los franceses debían dominar cuanto antes. Carlos IV, un hombre abúlico y desinteresado por el gobierno, era el rey de España desde 1788. La reina María Luisa de Parma y su amante, el primer ministro Manuel Godoy, eran quienes manejaban el reino. Napoleón tomó ventaja de la situación y propuso al gobierno español conquistar Portugal y repartirlo entre ambas naciones (Tratado de Fontainebleau). El Príncipe de la Paz —como se conocía a Godoy— negoció el trato y poco después aceptó gustoso la oferta, y permitió a los franceses penetrar en territorio español. Sin embargo, las verdaderas intenciones del emperador eran otras, conquistar España y Portugal simultáneamente y situar a su hermano José Bonaparte —desde 1806, soberano de Nápoles— a la cabeza de ambos reinos. Pero el acuerdo casi subrepticio de Godoy con el Primer Imperio francés desató descontento en varias esferas de la sociedad española, lo que fue capitalizado por el príncipe Fernando de Borbón, acérrimo adversario de Godoy. Junto a otras personalidades del gobierno, como el infante Antonio Pascual, Fernando entendió claramente que era un plan de los franceses para hacerse con el reino y pensó en asesinar al ministro e incluso a sus padres, para tomar él el poder y sacar a las tropas de Napoleón.
Más de 20 000 soldados franceses entraron a España comandados por Junot en noviembre de 1807, con la misión de reforzar al ejército hispano para atacar Portugal y entraron en Lisboa el día treinta de ese mismo mes. Los españoles no opusieron resistencia y permitieron su libre tránsito. Hacia febrero de 1808, los auténticos planes de Napoleón comenzaron a saberse y hubo pequeños brotes de rebeldía en varias partes de España, como Zaragoza. Godoy encarcela al príncipe Fernando pero es forzado a liberarlo ante la llegada de Murat para apoyar a Junot ante un eventual ataque de Inglaterra. Joaquín Murat, comandante de las fuerzas francesas, creía que España reaccionaría mejor bajo el mando de José I de Nápoles, hermano de Napoleón, que gobernada por Carlos IV o por su hijo Fernando. Así lo expresó al emperador en una carta del 1 de marzo de 1808. En marzo se produce el motín de Aranjuez. Carlos IV debe destituir a Godoy y este tiene que salir del país por temor a morir linchado a manos del pueblo. Obligado por la penosa situación, el rey abdica y Fernando se convierte en el nuevo monarca español. Al conocer los sucesos en España, Napoleón se precipita y aprehende a Fernando VII, que debe devolver la corona a su padre y este la pone en manos del francés.
El dos de mayo las autoridades francesas decretaron la salida de los últimos miembros de la familia real, entre ellos los infantes María Luisa y Francisco de Paula. Al percatarse de ello, el cerrajero Blas Molina gritó al pueblo: «¡Traición! ¡Nos han quitado a nuestro rey y quieren llevarse a todos los miembros de la familia real! ¡Muerte a los franceses!». Comenzó así el Levantamiento del dos de mayo. Murat escribió sobre ello a José Bonaparte que «el pueblo de Madrid se ha levantado en armas, dándose al saqueo y a la barbarie. Corrieron ríos de sangre francesa. El ejército demanda venganza. Todos los saqueadores han sido arrestados y serán fusilados». Tal como escribió el general, esa noche comenzó en la capital una implacable persecución de presuntos sublevados. Cualquiera que llevase una navaja —común entre los artesanos madrileños— era arrestado y condenado a muerte sin previo juicio. Las ejecuciones se realizaron a las cuatro de la mañana en Recoletos, Príncipe Pío, la Puerta del Sol, La Moncloa, el Paseo del Prado y la Puerta de Alcalá.

## Gobierno y política

### Planes napoleónicos

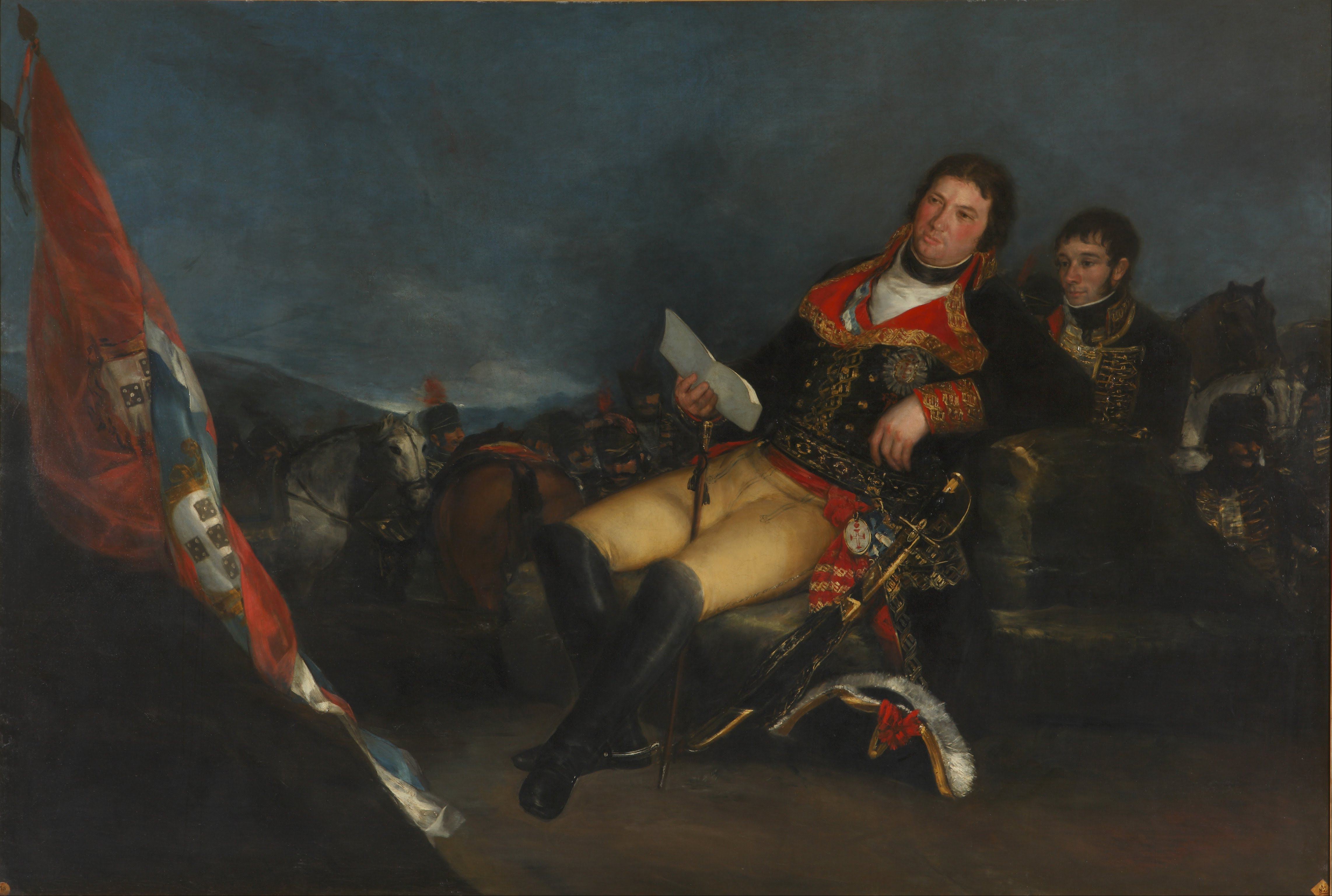
Retrato de Manuel Godoy, por Goya (1801).

El caso de la intervención francesa en España es un claro ejemplo del carácter imperialista de la política napoleónica en Europa. Por su personalidad, Napoleón Bonaparte despreciaba a un país como España, regido por una dinastía decadente y por la regresión de un clero en su mayoría reaccionario. Entre sus intenciones estaban las de renovar el país mediante reformas sociales y administrativas y poner sus recursos a disposición de Francia. Todo ello se esperaba poder realizar con la colaboración o aquiescencia de la población española. El objetivo último de Napoleón era alinear al país contra Gran Bretaña y, una vez que se hubiera eliminado la oposición inglesa, que los navíos franceses y españoles llevaran los metales preciosos de la América española a la metrópoli.

#### Planes con las Indias
El emperador francés llegó a pensar en el desmembramiento de la monarquía hispánica en distintos virreinatos controlados por él directamente o manejados a través de miembros de su familia para lograr beneficiar económicamente al sistema continental europeo con el Libre comercio con América, aunque desistió. Al final decidió nombrar a su hermano José como nuevo monarca español para dirigir el país en su época, procedente del Reino de Nápoles En ese sentido, le escribió:

España no es lo que el Reino de Nápoles, se trata de once millones de habitantes, más de 150 millones de ingresos sin contar con las numerosas rentas y posesiones de la América española.

Esta decisión se debía que había un dominio naval británico de los mares, y con ello una posibilidad real de que los territorios de las Indias (América y Filipinas) terminasen bajo control británico. Por lo que para abril y junio de 1808 quedó claro para Napoleón que debía augurarse la integridad territorial del Imperio español. Posteriormente,  Napoleón dio reiteradas órdenes a Murat para mandar comisionados, barcos y armas a las Indias, así como que todas las corporaciones comerciales de la Península mandaran mensajes a sus delegados y representantes en América con el fin de demostrarles las múltiples ventajas que tendrían por aceptar a la nueva dinastía. Por lo que fueron instruidos en prometer auxilio económico y militar (evitando que los caudales americanos vayan a España), obtener la aprobación de las autoridades indianas (considerando para ello “fomentar el odio entre europeos y americanos”), evitando criticar al Santo Oficio y más bien favorecer al Fuero eclesiástico, mientras que se presentaba a Napoleón como el “restaurador de la libertad” y el “legislador universal". Dichos agentes fueron:
- Para Lima hasta Guayaquil: Luis Azcárraga (Vizcaíno)
- Para Quito: Cristóbal de Espinosa (Cordobés)
- Para Panamá: Juan Vizcarolasa (Vizcaíno)
- Para Chile: Remigio Aparicio (Vitoriano)
- Para las provincias internas del Río de la Plata: Roque Frías (Madrileño)
- Para Buenos Aires y Montevideo: Benigno Alfaro (Pamplonés)

1.º: “Tratarán los emisarios de persuadir a los criollos que S.M.I. y R. no desea otra cosa que dar libertad a un pueblo esclavo; sin más recompensa por tan alto beneficio, que la amistad de los naturales y el comercio de sus puertos.”

 Aunque también hubo algunas operaciones secretas de la diplomacia napoleónica, que concebía que, en caso las Indias no se sometieran a los Bonaparte, se debía azuzar la independencia con el fin de evitar que los americanos entren en el área de influencia británica.

"El emperador no se opondrá nunca a la independencia de las naciones continentales de la América. Esa independencia está en el orden necesario de los acontecimientos, está es la justicia, está en el interés bien entendido de las potencias… Nada de lo que pueda contribuir a la felicidad de América se opone a la prosperidad de Francia, que siempre será bastante rica cuando se vea tratada con igualdad por todas las naciones y en todos los mercados. Sea que los pueblos de México y del Perú quieran permanecer unidos a la metrópoli, sea que quieran elevarse a la altura de una noble independencia, Francia no se opondrá a ello siempre que esos pueblos no formen ningún vínculo con Gran Bretaña. Francia no necesita para su prosperidad y su comercio vejar a sus vecinos ni imponerles leyes tiránicas."

### Reinado de José I

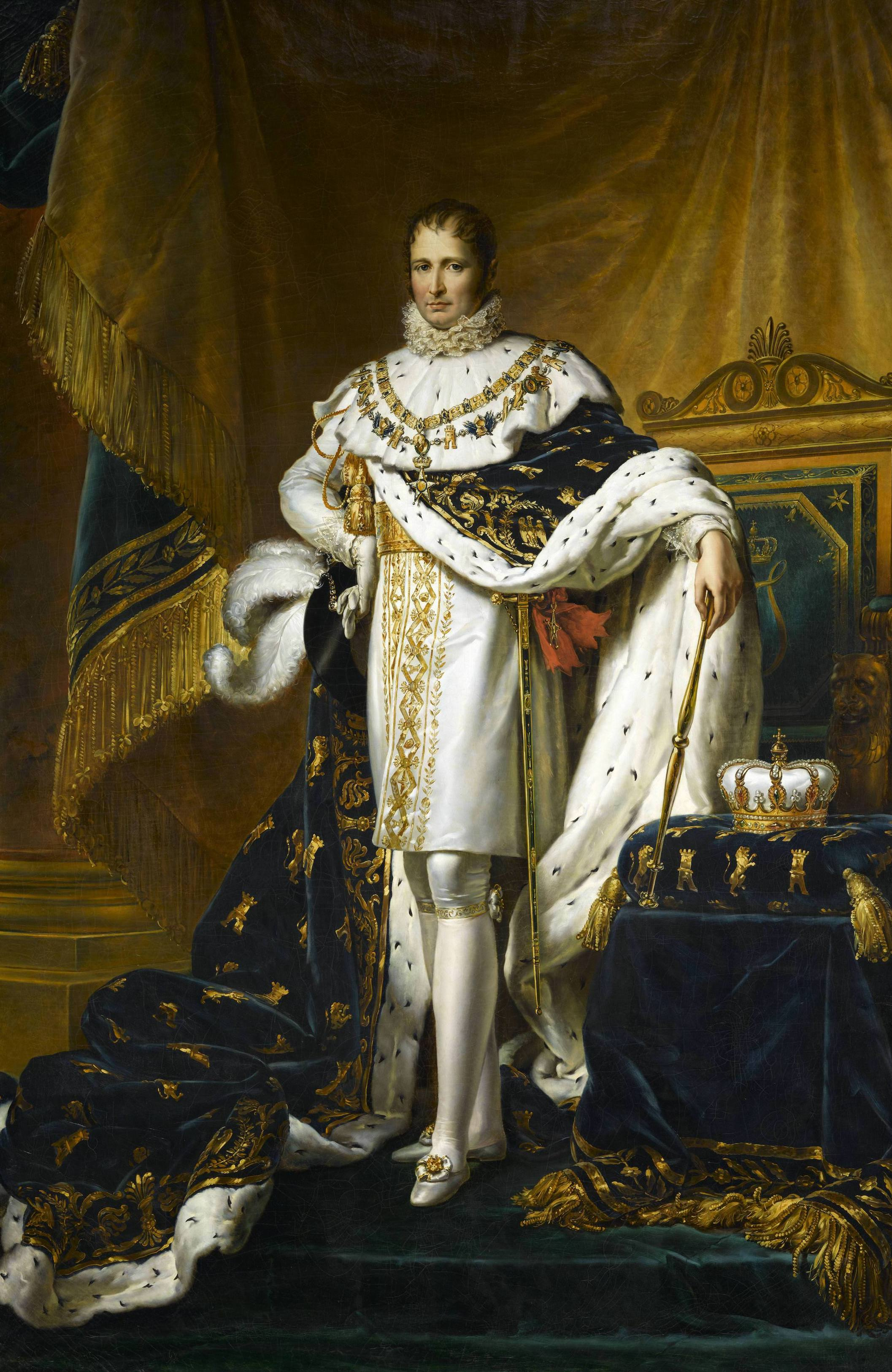
José I retratado cuando era monarca español.

Tras la salida de España de Carlos IV y Fernando VII, y después de producirse las abdicaciones de Bayona, el 25 de mayo Napoleón realizó una proclama a los españoles en la que indicaba que no iba a reinar en España y confirmaba la convocatoria de una asamblea de notables en Bayona. Finalmente, José Bonaparte fue proclamado Rey de España el 6 de junio. Una semanas más tarde una asamblea de 65 representantes españoles firmó y promulgó la denominada Constitución de Bayona, una suerte de carta otorgada en cuyos principios se aunaba el espíritu de la revolución francesa y el de las instituciones tradicionales españolas. En la Constitución se establecía un periodo de cuatro años para la realización del programa de reformas.
Al asumir José I la corona, comenzó por exigir un juramento de fidelidad a todos aquellos cargos o funcionarios que lo hubieran anteriormente, o a aquellos que sirvieran a la administración por primera vez. Se planteó entonces un problema para los españoles que vivían en territorios ocupados por las fuerzas imperiales, o que cayeron posteriormente en bajo su control. Muchos de estos que se acogieron o colaboraron con el nuevo régimen eran los denominados afrancesados, que no eran otros que buena parte de aquellos ilustrados que habían destacado durante los reinados de Carlos III y Carlos IV. Por su parte José, que no carecía de preparación y buenas cualidades personales, trató de reinar con la ayuda de los miembros de este grupo. Los afrancesados constituían un grupo de la élite intelectual y administrativa que, a la vez que renegaba de la anterior monarquía borbónica, también temía los excesos de una violenta revolución jacobina. Por tanto, estos eran más partidarios de una tercera vía constituida por un reformismo autoritario del Estado que permitiera modernizar España, esperando contar para ello con el silencio o la aquiescencia del clero y la nobleza. Ciertamente, hubo un momento durante la Campaña de Andalucía de 1810 en que pareció que José podría ganarse a la población tras las victorias militares, pero aquel mismo año su hermano concedió a sus generales en España plenos poderes civiles y militares, lo que terminó de desacreditar al nuevo Rey.

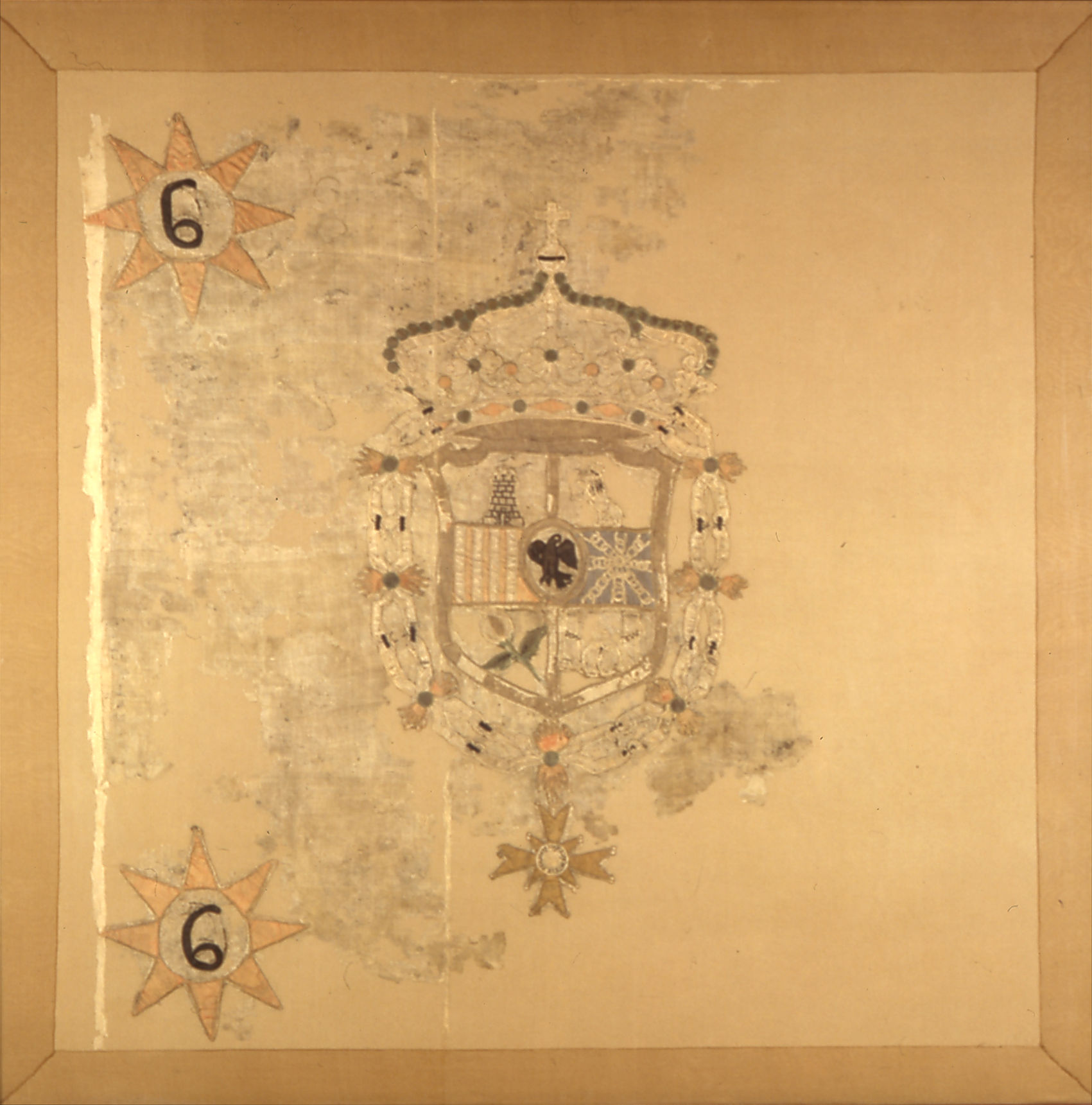
Bandera del 6.º Regimiento de Infantería de Línea josefino

Puede decirse que el programa reformista josefino era innovador pero en la práctica se redujo a una declaración de buenas intenciones, aún con algunas excepciones claras como la secularización decretada de los bienes monásticos o la creación del Museo Josefino. Sí que destacaron numerosos proyectos de reformas urbanas: En la capital madrileña, al igual que en otras muchas ciudades bajo control francés, se llevaron importantes intervenciones y reformas urbanísticas que han perdurado hasta nuestros días. En materia de educación, los decretos del Ministerio de Instrucción Pública de octubre de 1809 ordenaban el establecimiento de los Liceos con dotación de propiedades y todo un cuadro de profesores nuevos, medida que sin embargo no se llevaría a la práctica. Otro proyecto destacado (y tampoco llevado a la práctica) fue la división territorial del país en 38 prefecturas junto al establecimiento de 15 divisiones territoriales de carácter militar. Hubo también un intento de uniformizar la legislación civil que al final quedó en una mera copia del Código napoleónico. Pero aun así, toda esta política reformista tuvo poco alcance debido a la situación bélica, o a la casi nula popularidad del rey y sus colaboradores españoles más cercanos.

Mapa de la división en prefecturas de 1810 realizado por José I siguiendo el ejemplo de los departamentos franceses.

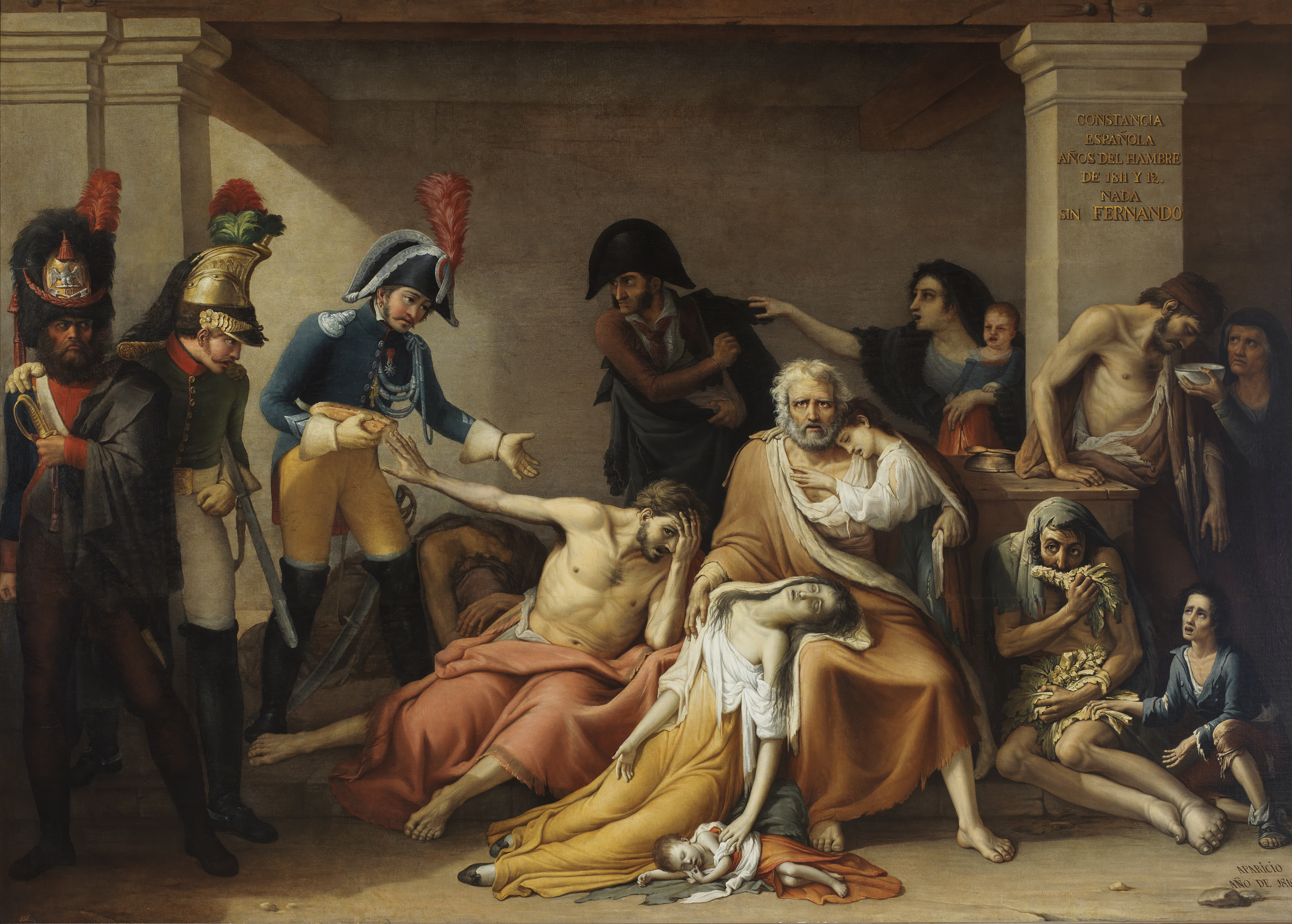
El hambre en Madrid, 1818, de José Aparicio. La obra representa el hambre padecida por los ciudadanos de Madrid durante la ocupación napoleónica, en concreto a un grupo de civiles rechazando la ayuda de los soldados invasores.

En no pocas ocasiones el propio Napoleón intervino en el gobierno y la política interna españolas: Durante la intervención militar de Napoleón en la península ibérica en noviembre y diciembre de 1808, tras su llegada a Madrid el emperador firmó el 8 de diciembre en Chamartín de la Rosa los llamados decretos de Chamartín que establecían la disolución del Consejo de Castilla y de la Inquisición, la abolición de los derechos señoriales y de la justicia feudal, la reducción de las órdenes religiosas y la supresión de los aduanas interiores. Como en casos anteriores, algunas estas medidas no se aplicaron o su aplicación fue harto difícil debido a la situación bélica.

#### Los límites de la política josefina
El rey José I nunca ejerció una soberanía nominal: los españoles siempre lo vieron como un «rey intruso». Incluso en los límites de una situación bélica, su autoridad por un lado se veía contrarrestada por la hostilidad general de la población y por otro reducida a la nada con la insubordinación de los generales franceses, quienes por lo general se comportaban como caudillos locales y agotaban los ingresos fiscales o la producción agrícola del campo. El agotamiento de los recursos fiscales dejaba a la Hacienda española exhausta y ello impedía cualquier esfuerzo reformista serio. Para empeorar la situación, en 1810 Napoleón concedió plenos poderes a los generales franceses en la zona al norte del Ebro, creando una administración propia y separada de la del resto del país. A esta medida le siguió en 1812 la anexión unilateral de Cataluña al Imperio Francés, decisión hecha prácticamente a espaldas de José I y sus colaboradores españoles.

#### En las Indias
En América y Filipinas, la causa bonapartista jamás tuvo alguna oportunidad, pues de inmediato los territorios de ultramar lo consideraron a José I como un usurpador (incluida las Juntas de Gobierno de Hispanoamérica con las Máscaras de Fernando VII) y acordaron vasallaje a Fernando, en línea con el Consejo de Regencia de Cádiz, jamás consideraron al Estatuto de Bayona como norma fundamental. Por otra parte, tras la derrota francesa en la Batalla de Bailén, del 19 de julio de 1808, los asuntos de Indias no volverían a ser ocupados por los Bonaparte. Así, el Ministerio de Indias solo poseería una existencia testimonial con un funcionamiento ficticio a lo largo de todo el reinado de José, ni siquiera llegó a constituirse la sección de Indias del Consejo de Estado de José I. Sin embargo, hasta marzo de 1809 (luego de haber regresado José a Madrid) todavía Napoleón añoraba poder controlar las Indias.

“Apresurad los armamentos en Bayona [ordena a Dècres] a fin de que este verano pueda enviar faluchos y bricks a mis colonias. Haced que se hagan paquetes de gacetas conteniendo las nuevas de los acontecimientos de España y las proclamas del rey. Escribid además al señor La Forest, que está en Madrid, para que pida a los ministros del rey los paquetes que hubiesen hecho pasar a las colonias. Muchas de las cartas que llegan a España dicen que estas colonias están indecisas y que las gentes de buen sentido prevén el cariz que tomarán los asuntos de España”

Pero luego Napoleón empezó a perder la fe en el sistema imperial familiar, pues las obligaciones de sus familiares con los reinos en los que fueron colocados, muchas veces contravenían a Francia y la política imperial. Aquello provocó que en 1809 se retornase la primitiva idea sobre desmembrar España.

"en consecuencia, abandonaba su anterior política americana y se decidía a propiciar la independencia de aquellos reinos… Si no podían ser parte de la España napoleónica, había que preservarlos de caer en manos británicas y para ello nada mejor que fomentar su espíritu independentista, condicionando el auxilio de Francia a la desvinculación de los nuevos Estados americanos del enemigo inglés."
Eduardo Martiré

Ahora se había dado un giro de objetivos en cuanto a las operaciones secretas de los agentes españoles al servicio del Imperio Francés, puesto que si no se sometían los Virreinatos americanos a los Bonaparte, se debía incitar una revolución independentista que tenga la finalidad de que sus ingresos no caigan en los británicos a través de la alianza con la Junta de Cádiz (la cual debía ser castigada con el desmembramiento de España, que ya estaba empezando con la anexión del norte del país a Francia). Finalmente, se ordenó el decreto del 18 de agosto de 1809, el cual abolía el Consejo de Indias, junto a los restantes Consejos que aún sobrevivían del Antiguo Régimen, lo cual provocaría el final de la administración indiana josefista. Mientras tanto, el duque de Bassano encomendaría a Juan María Ledrezenech con la misión de fomentar la independencia de los territorios españoles limítrofes a los Estados Unidos (es decir, la Nueva España), y de ser posible también provocar la separación de territorios tan lejanos como Perú, Chile y Paraguay. También se incluía la provocación a los estadounidenses con incidentes fronterizos que incitaran a los Estados Unidos a que declare la guerra a la España de Cádiz y se ponga del lado de Napoleón a cambio de beneficios. Para el Perú, se envió al agente Mr. Desmolard en Baltimore (quien decía tener el apoyo de los Estados Unidos, así como de nobles de Lima e incluso caciques indios) con el objetivo de proclamar una Monarquía Peruana independiente amiga de los Bonaparte.

"El emperador no se opondrá nunca a la independencia de las naciones continentales de la América. Esa independencia está en el orden necesario de los acontecimientos, está es la justicia, está en el interés bien entendido de las potencias… Nada de lo que pueda contribuir a la felicidad de América se opone a la prosperidad de Francia, que siempre será bastante rica cuando se vea tratada con igualdad por todas las naciones y en todos los mercados. Sea que los pueblos de México y del Perú quieran permanecer unidos a la metrópoli, sea que quieran elevarse a la altura de una noble independencia, Francia no se opondrá a ello siempre que esos pueblos no formen ningún vínculo con Gran Bretaña. Francia no necesita para su prosperidad y su comercio vejar a sus vecinos ni imponerles leyes tiránicas."
Discurso al Cuerpo Legislativo del 12 de diciembre de 1809 (atribuído al conde de Montalivet)

### El fin del reinado de José I: el Tratado de Valençay
La firma del Tratado de Valençay el 11 de diciembre de 1813 en el que Napoleón reconocía a Fernando VII como rey de España puso fin formalmente al reinado de José I. De hecho durante las negociaciones del mismo Napoleón ignoró los derechos al trono español de su hermano que, aunque hacía cinco meses que había cruzado la frontera franco-española tras la derrota francesa en la batalla de Vitoria en junio de 1813, seguía siendo el rey de España de acuerdo con la legalidad imperial. Sobre esta cuestión los dos hermanos discutieron agriamente. El 29 de diciembre, veinte días después de la firma del Tratado, José I volvió a protestar ante el emperador y este le contestó de forma tajante: «Ya no sois rey de España» (“Vous n’êtes plus roi d’Espagne”). Y añadió: «No quiero España para mí, ni quiero disponer de ella; pero ya no quiero entrometerme en los asuntos de este país excepto para vivir allí en paz y tener disponible mi ejército» (“Je ne veux pas l’Espagne pour moi, ni je n’en veux pas disposer; mais je ne veux plus me mêler dans les affaires de ce pays que pour y vivre en paix et rendre mon armée disponible”).

## Campañas militares

### Supremacía francesa
El levantamiento general que se produjo en España en mayo-junio de 1808 provocó el aislamiento de los cuerpos de ejército franceses desplegados por el país, especialmente en Madrid, Barcelona, Provincias vascongadas y Guarnición de Lisboa, en Portugal. Las fuerzas del general Dupont, situadas en la capital, se dirigieron a Andalucía, donde sometieron a duro saqueo a la ciudad de Córdoba y poco después quedaron cercadas en Bailén cuando intentaban volver a Madrid. La llamada batalla de Bailén supuso la primera derrota seria del Ejército imperial francés en las Guerras Napoleónicas, además de provocar la retirada de todas las fuerzas francesas al norte del Ebro, incluido el rey José I que acaba de llegar a Madrid.
La nueva situación en España creada tras el descalabro de Bailén obligó al Emperador francés a plantear una gran intervención militar en la Península ibérica, tanto para conjurar la amenaza militar española como para asegurarse su control de una vez por todas. Así pues, en noviembre de 1808 entraba al mando de la Grande Armée con unos 250 000 efectivos veteranos de otras campañas, que en una serie de batallas destrozó a la resistencia española. Tras ocupar Madrid y volver a sentar a su hermano en el trono español, Napoleón se dirigió hacia el norte con sus tropas: El ejército imperial logró rechazar en La Coruña a los británicos del general Moore, quien murió durante el combate, y les obligó a reembarcarse en sus navíos. A pesar de que Napoleón Bonaparte no permaneció en España más que unos meses (desde noviembre de 1808 hasta comienzos de 1809), el país ocupó un lugar especial en sus planes dados los constantes quebraderos de cabeza que le supusieron durante los siguientes años desde el comienzo de la Guerra de Independencia. Esto se produjo no solo porque la contienda peninsular absorbió una parte importante de las tropas de la Grande Armée, llegando a estar movilizados más de 370 000 hombres en España durante la campaña de 1811, sino por los problemas que esta resistencia y el foco de conflictos que significaban para los planes europeos de Napoleón. De hecho, entre 1807 y 1812 el país ibérico fue el centro de la estrategia francesa y la obsesión del emperador francés se mantendría fijada en la península hasta el inicio de la Campaña de Rusia, cuando España pasó a ser algo secundario.
No obstante, Napoleón nunca pudo llegar a servirse de España para sus intereses estratégicos ya que desde bien pronto tuvo que empezar por conquistarla enteramente, y este requisito nunca lo logró cumplir efectivamente por más que sus tropas lograran mantener una clara superioridad militar. La guerra que siguió al Levantamiento del 2 de mayo estuvo cargada de una atmósfera de violencia entre ambos bandos, con los fusilamientos del 3 mayo en Madrid, saqueos como el de Córdoba (1808) o la columna de castigo enviada a Jaén son ejemplos de ello. Los ataques de la guerrilla española a las tropas imperiales también incluían un gran número de atrocidades y brutalidad que provocó un mayor aumento de la represión francesa. Todas estas acciones se ven reflejadas en la serie de grabados Los desastres de la guerra, de Francisco de Goya. En el periodo que va de 1809 a 1812 los franceses lograron imponer su poderío militar, a pesar de que lo cual vieron limitado su control directo a los ámbitos urbanos y alrededores, viéndose bloqueados de cualquier contacto o colaboración por parte de la población. Una cifra estimada de 50 000 guerrilleros lograron paralizar constantemente el tráfico y el abastecimiento de las tropas imperiales. Esta situación significó que viajes de convoyes militares entre Bayona y Madrid a veces llegaran a durar más un mes pese a la creación de un cuerpo de Gendarmería especial y las fuertes escoltas. En el bando español, la guerra adquirió un carácter nunca antes conocido en cualquier tipo de conflicto, con la implicación directa de amplios grupos de población: tanto del pueblo llano o la incipiente burguesía, como también el clero, quienes dieron a la contienda el carácter de una cruzada y una segunda reconquista.

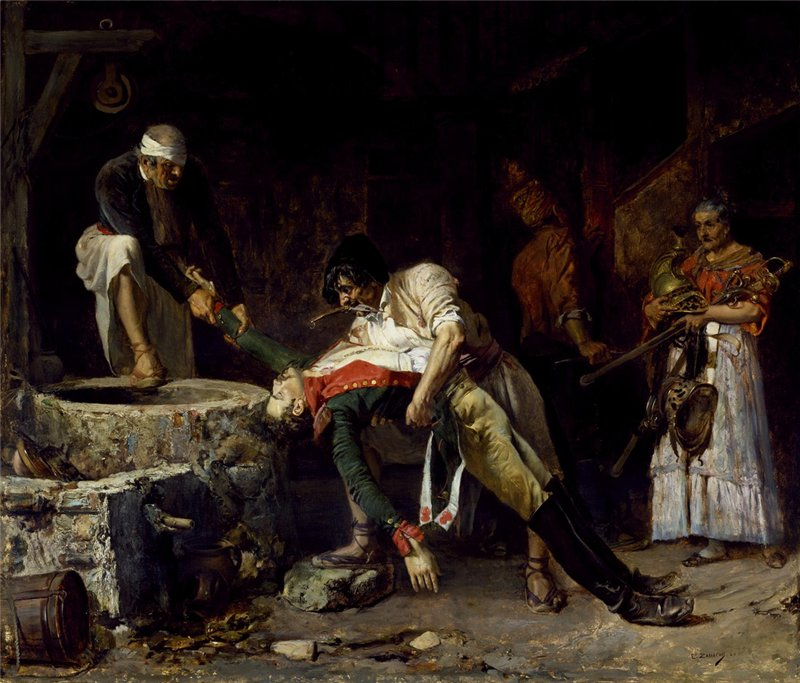
Escena de la ocupación francesa, de Eduardo Zamacois y Zabala (Walters Art Museum, Baltimore, 1866). La obra muestra a un grupo de guerrilleros ocultando el cadáver de un soldado francés.

### Derrota y retirada francesa
En 1810 el mariscal André Masséna intentó someter a Portugal mediante un asalto a Lisboa, pero sus tropas fueron derrotadas en Buçaco por una coalición de británicos y portugueses. Las tropas francesas se hallaban gravemente comprometidas en la retaguardia por la acción de la guerrilla y la protección de su línea de suministros, lo que redujo la cantidad de unidades disponibles para las batallas en campo abierto.
A comienzos de 1812 los franceses habían conquistado buena parte del país, incluida la capital, la Meseta Central, Aragón, Cataluña, levante y gran parte de Andalucía, aunque todavía se resistían fuertemente Cádiz, San Fernando, Tarifa, Alicante, Cartagena, Galicia o Portugal, base de operaciones de las tropas británicas de Arthur Wellesley, duque de Wellington. Si en ese año los franceses no hubieran tenido que retirar parte de efectivos en la península para centrarlos en la Invasión napoleónica de Rusia, posiblemente no se habrían dado las condiciones para el avance victorioso de Wellington que luego tuvo lugar. A partir de la derrota de Arapiles y la evacuación de Andalucía, las tropas imperiales se fueron retirando paulatinamente al norte de España, protegidos por la línea del Ebro y los Pirineos. La batalla de Vitoria en junio de 1813 supuso la última gran derrota de los franceses en la guerra antes de volver a cruzar la frontera francesa. Finalmente, Napoleón retiraría a sus tropas de España  y entregaría el poder nuevamente a Fernando VII por el Tratado de Valençay.